# 尼娜星
小行星779（Nina）是一顆圍繞太陽公轉的小行星。1914年1月25日，格利果利·N·諾伊明在克里米亞描述了此天體。
該小行星以諾伊明的姐姐妮娜·尼古拉耶芙娜·諾伊金娜（Nina Nikolaevna Neujmina）命名。